# Jón Sigurðsson (tirador)
Jón Þór Sigurðsson (6 de abril de 1982) es un deportista islandés que compite en tiro, en la modalidad de rifle. Ganó dos medallas en el Campeonato Europeo de Tiro, en los años 2024 y 2025.

## Palmarés internacional
| Campeonato Europeo | Campeonato Europeo    | Campeonato Europeo | Campeonato Europeo          |
| Año                | Lugar                 | Medalla            | Prueba                      |
| ------------------ | --------------------- | ------------------ | --------------------------- |
| 2024               | Osijek (Croacia)      | Medalla de plata   | Rifle en pos. tendida 50 m  |
| 2025               | Châteauroux (Francia) | Medalla de oro     | Rifle en pos. tendida 300 m |